# Entre Ríos (Cochabamba)
Entre Ríos est une localité du département de Cochabamba en Bolivie située dans la province de Carrasco. Sa population s'élevait à 3 796 habitants en 2001.